# Eurrhyparodes bracteolalis
Eurrhyparodes bracteolalis là một loài bướm đêm trong họ Crambidae.